# Apoštolský vikariát Komorské ostrovy
Apoštolský vikariát Komorské ostrovy je římskokatolický vikariát nacházející se na Komorských ostrovech.

## Území
Zahrnuje území státu Komory a ostrova Mayotte.
Biskupským sídlem je město Moroni, kde se nachází hlavní chrám, katedrála svaté Terezie od Dítěte Ježíše.

## Historie
Dne 5. června 1975 byla dekretem Quo aptius Kongregace pro evangelizaci národů zřízena z části území diecéze Ambanja apoštolská administratura Komory.
Dne 1. května 2010 byla administratura bulou Divini Salvatoris papeže Benedikta XVI. povýšena na apoštolský vikariát.
Evangelizace na Komorských ostrovech byla svěřena Řádu menších bratří kapucínů. Od roku 1998 je svěřena Společnosti Božského Spasitele.

## Seznam apoštolských administrátorů a vikářů
- Léon-Adolphe Messmer, O.F.M. Cap. (1975–1980)
- Berchmans Eugène Jung, O.F.M. Cap. (1980–1983)
- Jean Péault, M.E.P. (1988–1991)
- Gabriel Franco Nicolai, O.F.M. Cap. (1991–1997)
- Jean Péault, M.E. P. (1997–1998)
- Jan Szpilka, S.D.S. (1998–2006)
- Jan Geerits, S.D.S. (2006–2010)
- Charles Mahuza Yava, S.D.S. (od 2010)